# Wilhelm Rave
Wilhelm Rave (* 9. September 1886 in Nieheim; † 20. Juli 1958 in Münster) war ein deutscher Architekt und Denkmalpfleger.

## Werdegang
Er wuchs als Sohn eines Apothekers in Nieheim auf. Sein Studium der Architektur in München und Berlin schloss er 1912 mit dem Diplomexamen an der Technischen Hochschule zu Berlin ab. Seit dem Studium war er Mitglied der katholischen Studentenverbindungen KStV Burgundia Berlin und KStV Erwinia München im KV.  Nach Kriegsdienst und Kriegsgefangenschaft absolvierte er in Berlin 1919 das Examen als Regierungsbaumeister. Anschließend war er kurze Zeit beim preußischen Hochbauamt in Siegen tätig. 1922 hat er um seine Entlassung aus dem Staatsdienst nachgesucht, um als freiberuflicher Architekt zu arbeiten. Zu seinen Werken gehörte unter anderem das 1925/26 errichtete Verwaltungsgebäude des Stahlwerks in Brandenburg an der Havel.
Ab 1928 war Rave beim Denkmalamt der westfälischen Provinzialverwaltung in Münster tätig und promovierte 1929 an der TH Berlin. 1931 übernahm er bis zu seiner Pensionierung 1952 die Nachfolge von Johannes Körner als westfälischer Provinzialkonservator und wurde im gleichen Jahr zum ordentlichen Mitglied der Historischen Kommission für Westfalen gewählt. Seine Amtszeit war also anfangs durch die Weltwirtschaftskrise der frühen 1930er Jahre, dann durch das „Dritte Reich“ und durch die Kriegszerstörungen und schließlich durch die Rettung von Kriegsruinen geprägt. 
Der Berliner Kunsthistoriker Paul Ortwin Rave (1893–1962) war sein jüngerer Bruder, der Architekt Ortwin Rave (1921–1992) sein Sohn.

## Schriften (Auswahl)
- Die Achse in der Baukunst. Diss. Berlin 1929. Aschendorff, Münster 1929.
- Das westfälische Bürgerhaus, Band 1: Das klassische Haus. Ruhfus, Dortmund 1930.
- Sint Servaas zu Maastricht und die Westwerkfrage. In: Westfalen 22, 1937, S. 49–75.
- Neue Gespräche über Baukunst. Regensberg, Münster 1948.
- Westfälische Kunststätten im Untergang und Wiederaufbau. Aschendorff, Münster 1951.
- Westfälische Baukunst. Coppenrath, Münster 1953.
- Kreis Borken (= Die Bau- und Kunstdenkmäler von Westfalen Band 46). Aschendorff, Münster 1954.
- Das Domikalgewölbe. In: Deutsche Kunst und Denkmalpflege 13, 1955, S. 33–43.
- Corvey. Aschendorff, Münster 1958.